# Zamek w Krobi
Zamek w Krobi – nieistniejący zamek biskupów poznańskich zbudowany w XV wieku na Wyspie Zamkowej w mieście Krobia. Rozebrany na pocz. XIX wieku.

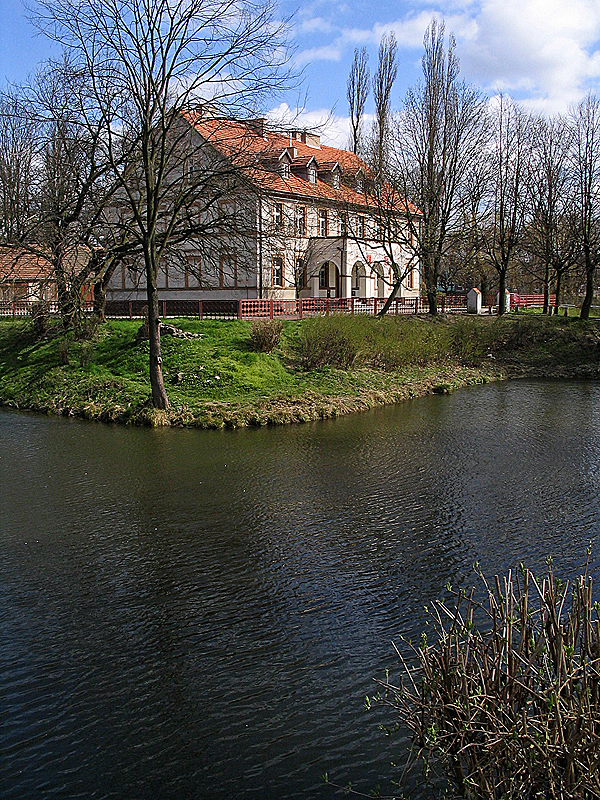
Budynek na Wyspie Zamkowej. Widoczna fosa zamkowa

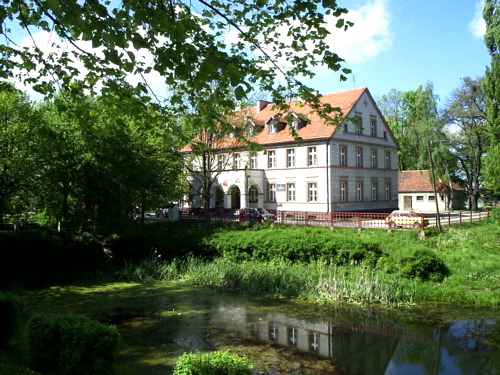
Budynek na Wyspie Zamkowej. Widoczna fosa zamkowa

## Historia
Krobia była własnością biskupów od XIII wieku i powstała w pobliżu książęcego kasztelańskiego grodu Karzec. Pierwsza drewniana warownia w tym miejscu została zbudowana w 2 połowie XIV wieku, ale murowany zamek zbudowano między latami około 1440-1470 z inicjatywy biskupa Andrzeja z Bnina. Pierwsza wzmianka o zamku pochodzi z 1440 roku jako stuba alba fortalicii episcopalis. W 1445 roku wymieniono castrum, castellum, arx. Zamek planowano przebudować w 1550 roku stylu renesansowym, ale zamierzeń tych nie zrealizowano. W 1655 roku zamek zniszczyli Szwedzi podczas Potopu i przypuszczalnie odbudowa objęła już tylko część założenia. Zamek będący w XVIII wieku już w złym stanie technicznym, w większości rozebrano na początku XIX wieku.
W nowożytnym budynku zbudowanym w miejscu zamku od XIX wieku działa szkoła, Urząd Stanu Cywilnego oraz Pałac Ślubów.

## Architektura
Wyspa Zamkowa w plateau posiada wymiary ok. 50 x 42 m i wysokość nad lustrem wody ok. 3 metrów. Zamek założono na planie prostokąta i składał się z dwóch połączonych ze sobą budynków na rzucie litery L, które wznosiły się od wschodu i od południa. Budynki przylegały do muru kurtynowego. Obronność wzmacniał ceglany mur oraz fosa o szerokości około 17 metrów otaczająca Wyspę Zamkową. Przypuszczalnie od południa znajdowała się brama prowadząca do zamku, a poprzedzał ją drewniany most zwodzony. Od strony wschodniej zamku znajdowały się ogrody biskupie. W trakcie badań zidentyfikowano sześć faz budowlanych zamku.
Od strony południowej wyspa połączona jest z lądem groblą z lat 50. XX w., a wcześniej spięta była mostem.  

## Wykopaliska archeologiczne
- Od października do grudnia 1980 r. oraz w maju i czerwcu 1981 r. na Wyspie Zamkowej badania prowadził dr Jerzy Romanow z zespołem (PKZ Oddział Wrocław), w skład którego wchodzili: mgr Andrzej Dwilewicz, mgr Wiesław Piszczołowski, mgr Zbigniew Lissiak, mgr Wojciech Chudy. Badania finansował Wojewódzki Konserwator Zabytków w Lesznie[5][1].